# Harald Treutiger
Nils Harald Ossian Treutiger (n. Gotemburgo, Suecia, 5 de junio de 1956) es un periodista, presentador de televisión, actor y capitán costero sueco.

## Biografía
Nacido en el distrito Göteborgs Stadsdelsnämnder de la ciudad de Gotemburgo.
Sus padres son, Ossian Treutiger y Harriet Treutiger provenientes de Reino Unido nacidos en Hastings, también uno de sus antepasados era el químico y farmacéutico sueco Kilian Treutiger.
Está casado desde el año 1956 con la periodista sueca Kiki Hultin, con la que tiene dos hijos.
Realizó sus estudios secundarios en la Escuela de Secundaria Rudebecks Sigrid y después de su graduación en el año 1976, pasó a estudiar en la Universidad de Gotemburgo, donde en 1981 se licenció en periodismo.
Tras haber finalizado sus estudios universitarios, un año más tarde en 1982, se trasladó a Malmö donde fue contratado por el canal SVT Malmö para trabajar como periodista, hasta que a partir del día 12 de enero del año 1990 pasó a presentar el programa de animación 24 Karat hasta el 23 de diciembre de 1994 de la SVT 2 donde a lo largo de los años ha ido presentado numerosos programas de televisión como Prat i kvadrat, Expedition Robinson, Kannan, Rena rama sanningen y Rally Kalle regreso. Seguidamente también trabajo como presentador en TV3, en los programas Guinness rekord-TV, Jakten på ökenguldet y La bóveda, en el canal Sjuan presentó Lingo, Jeopardy!, Tire Pérdida y Bingolotto, en TNT hizo el programa El Código y en TV4 presentó Bailando con las estrellas y Full Bricka.
Durante estos años presentó la selección Melodifestivalen 1991 y un año más tarde co-presentó junto a la periodista sueca Lydia Cappolicchio, la XXXVII edición del Festival de la Canción de Eurovisión 1992, que se celebró el día 9 de mayo en el Malmömässan de la ciudad de Malmö.
Además de sus labores como presentador, apareció como actor en dos películas en el año 1987 una llamada Jim och piraterna Blom donde trabajó junto al actor Stellan Skarsgård y en la otra llamada Heat Scorched.